# 리코타
리코타(이탈리아어: ricotta)는 치즈를 만들고 남은 유청으로 만드는 유청 치즈이다. 유청을 끓는 점까지 가열한 뒤 레몬즙이나 식초 등 산성 용질을 넣으면 덩어리가 생기는데, 이를 미세한 구멍이 있는 치즈 천으로 걸러주면 된다. 크림색이며 외관상 두부와 유사하다. 사용되는 우유나 산성 용질에 따라 향과 맛이 달라진다. 일반적으로 부패하기 쉬우나 오래 보존할 수 있게 만든 종류도 있다.
리코타(문자 그대로 "다시 조리된", "정제된"을 의미) 단백질은 추가 발효(상온에서 12~24시간 동안 방치)를 통해 유청이 먼저 더욱 산성화되면 얻을 수 있다. 그런 다음 산성화된 유청을 거의 끓을 때까지 가열한다. 낮은 pH와 높은 온도의 조합은 단백질을 변성시키고 응집시켜 미세한 응유를 형성한다. 냉각되면 액체를 고운 천에 통과시켜 분리하고 응유만 남긴다.
리코타 커드는 외관이 크림 같은 흰색이고 맛이 약간 달콤하다. 지방 함량은 사용되는 우유에 따라 다르다. 이 형태에서는 일부 신선한 치즈 변형과 질감이 다소 유사하지만 상당히 가벼우며 부패하기 쉽다. 그러나 리코타는 훨씬 더 오래 보존할 수 있는 숙성된 품종으로도 만들어진다.

## 역사
이탈리아 반도의 리코타 치즈 생산은 청동기 시대로 거슬러 올라간다. 기원전 2000년경에는 우유 보일러라고 불리는 도자기 용기가 자주 등장하기 시작했는데 이는 분명 반도 특유의 것이었다. 이는 우유를 높은 온도에서 끓여 우유가 끓는 것을 방지하도록 설계되었다. 이 보일러로 생산된 신선한 산 응고 치즈는 전유로 만들어졌을 것으로 추정된다.
그러나 기원전 1천년 동안에는 레넷 응고 치즈의 생산량이 신선한 전유 치즈의 생산량을 앞질렀다. 에트루리아 엘리트의 무덤에서 발견된 청동 치즈 강판은 딱딱한 치즈가 귀족들 사이에서 인기가 있었음을 증명한다. 치즈 강판은 고대 로마 주방에서도 흔히 사용되었다. 신선한 산 응고 치즈와 달리 숙성된 레넷 응고 치즈는 훨씬 더 오래 보존할 수 있다.
레넷 응고 치즈의 생산량이 증가하면서 부산물로 스위트 유청이 대량으로 공급되었다. 이후 치즈 제조업자들은 유청과 우유를 혼합하여 오늘날 알려진 전통적인 리코타 치즈를 만드는 새로운 조리법을 사용하기 시작했다.
고대 로마인들이 리코타를 만들었지만 대 카토(Cato the Elder), 마르쿠스 테렌티우스 바로(Marcus Terentius Varro), 콜루멜라(Columella)와 같은 농업 관련 작가들은 이에 대해 언급하지 않는다. 그들은 레넷 응고 치즈의 생산에 대해 설명했지만 우유 보일러나 산 응고 치즈에 대해서는 글을 쓰지 않았다. 그 이유는 리코타가 유통기한이 매우 짧아 도시 시장에 유통할 수 없었기 때문에 수익성이 없었기 때문일 것으로 본다. 리코타는 리코타를 만든 목동들이 소비했을 가능성이 높다. 그럼에도 불구하고 그림과 문학의 증거에 따르면 리코타는 로마 귀족들에게도 알려졌고 먹었을 가능성이 높다.
19세기에도 아펜니노 목동들이 리코타를 만들기 위해 세라믹 우유 보일러를 사용했다. 오늘날에는 금속 우유 보일러가 사용되지만 생산 방법은 고대부터 거의 변하지 않았다.

## 같이 보기
- 코티지 치즈